# Atalantycha bilineata
Atalantycha bilineata là một loài bọ cánh cứng trong họ Cantharidae. Loài này được Say miêu tả khoa học năm 1832.